# 추잉껌 (노래)
〈추잉껌〉(일본어: チューインガム 추잉가무[*])는 일본의 음악 그룹 AAA의 열한 번째 싱글이다. 2006년 11월 15일에 에이벡스 트랙스에서 발매됐다.

## 개요
- 통상반(CD) · 한정반(CD+DVD)의 두 종류로 발매됐다.
- 이번 싱글에서는 멤버 니시지마 타카히로, 우라타 나오야의 2명만으로 부른다.
- PV에는 작사작곡을 담당한 나카무라가 출연하고 있다. 이 싱글의 발매를 기념해서 ‘고마워요’를 전하고 싶어 캠패인이 행해진다. 이 캠페인은 니시지마와 우라타의 두 사람이 전국의 고등학교를 방문한다.
- 프로모션 비디오에서는 호쿠소 철도 호쿠소 선의 야기리 역이 사용됐다. 또, 자켓은 avex사의 옥상해서 저녁 16시(오후 4시) 경에 촬영됐다.
- 당시의 AAA 자체에서 최고 순위가 되는 7위로 차트인했다. 세 작품 연속이며, 통상 6번째로 10위권 안에 들었다.

## 수록 내용

### CD+DVD
CD
1. 추잉껌(チューインガム)
  - 작사 · 작곡: 나카무라 아타루
2. 우리들의 손 (LIVE ver.)ボクラノテ（LIVE ver.）)
3. 추잉껌 (Instrumental)

DVD
1. 추잉껌 (Music Clip)

### CD ONLY
1. 추잉껌
2. 우리들의 손 (LIVE ver.)
3. 추잉껌 (Instrumental)